# OK (gest)

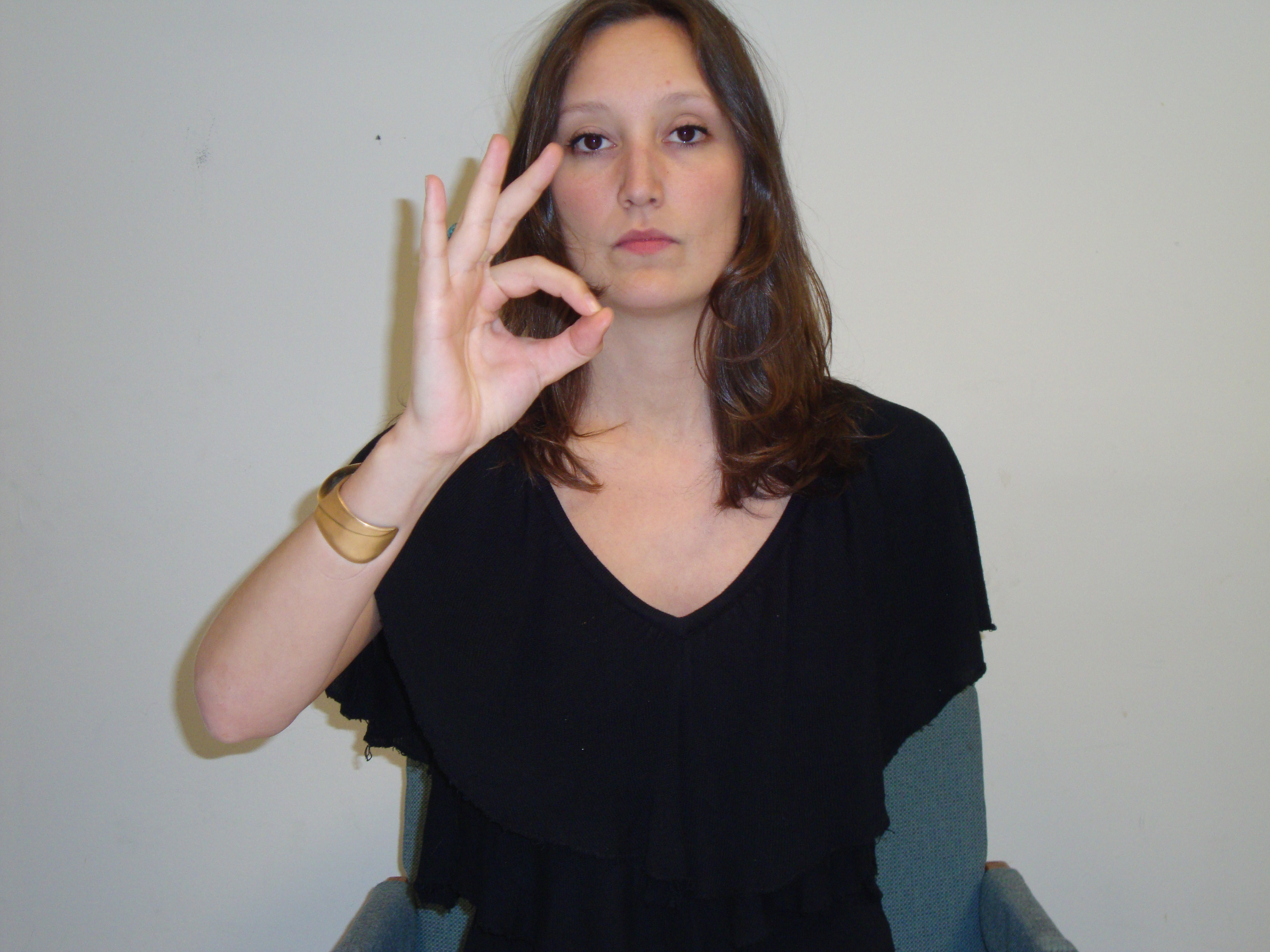
Signe d'OK

El gest d'OK és un gest fet amb la mà que es realitza connectant el polze i el dit índex formant un cercle, amb el palmell de la mà obert i mantenint els altres dits rectes o relaxats; S'utilitza com una forma de comunicació no verbal.

## Significat

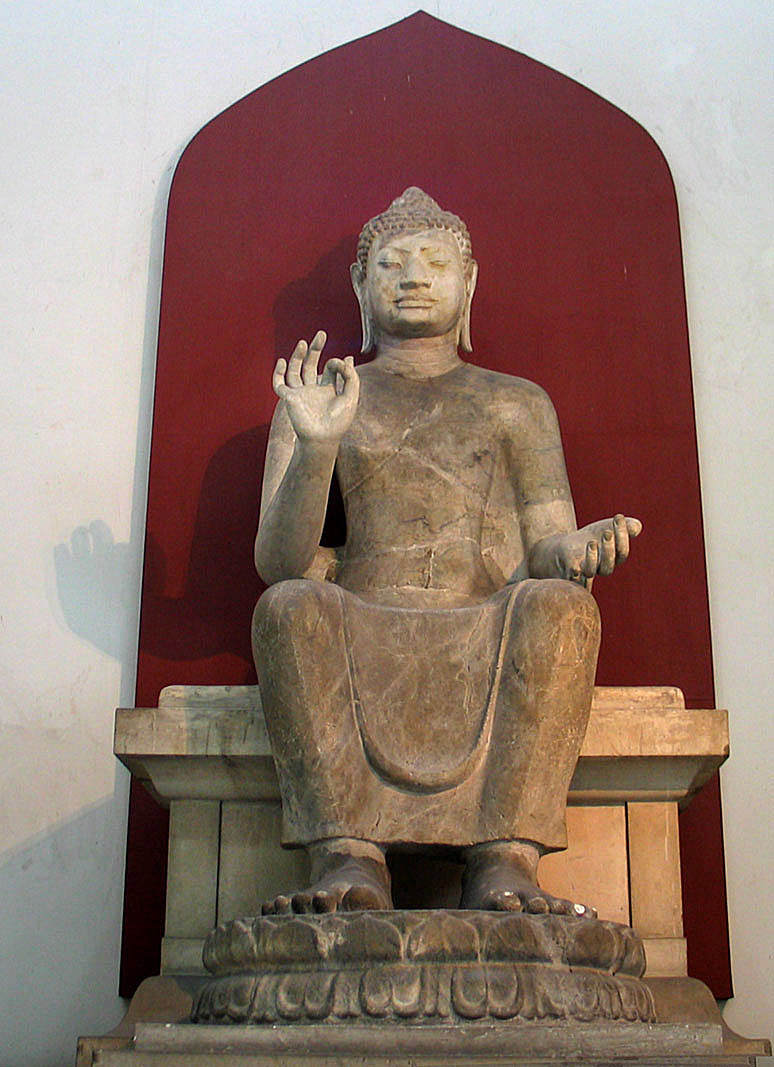
Buda, Vitarka Mudra

En moltes parts del món, incloent-hi Europa i els Estats Units, és sinònim de la paraula OK, que significa aprovació, assentiment, acord o que tot està bé. En altres contexts o cultures, aquest mateix gest pot tenir significats o connotacions diferents, incloent els negatius o ofensius. Per exemple, en els estats de la cultura àrab, Rússia i Brasil, adquireix significats ofensius i obscens.

## Connotació positiva
Un gest similar, el Vitarka Mudrā (" mudra ") és el gest de discussió i transmissió dels ensenyaments budistes.

## Connotació neutre
En el busseig, vol dir que al mateix temps la pregunta Estàs bé?, i la teva resposta Sí, estic bé, o simplement bé.
Al Japó, quan s'utilitza amb el dors de la mà cap avall i el cercle cap endavant, significa diners ; i a França significa zero. A Austràlia i Portugal, pot significar tot bo o zero .

## Connotació negativa
Tot i que en alguns països és positiu, en determinades parts del centre i sud d'Europa (excloent la península Ibèrica), el gest es considera ofensiu, suggerint que alguna cosa (o algú) és menyspreable i sense valor (com en tu ets un zero o no ets res).
En alguns països mediterranis, com Turquia, així com al Brasil (quan s'utilitza amb el dors de la mà cap avall i el cercle cap endavant), representa expressions vulgars: o bé un insult (ets un idiota) o un argot per a anus (una cosa equivalent a mostrar el dit mitjà). Amb el mateix simbolisme, representa una expressió vulgar de la pràctica de l'homosexualitat masculina o la sodomia heterosexual a diversos països sud-americans.
Al món àrab, aquest signe s'utilitza com a gest amenaçador, com quan es diu " Ja veuràs ".

## Símbol de la supremacia blanca

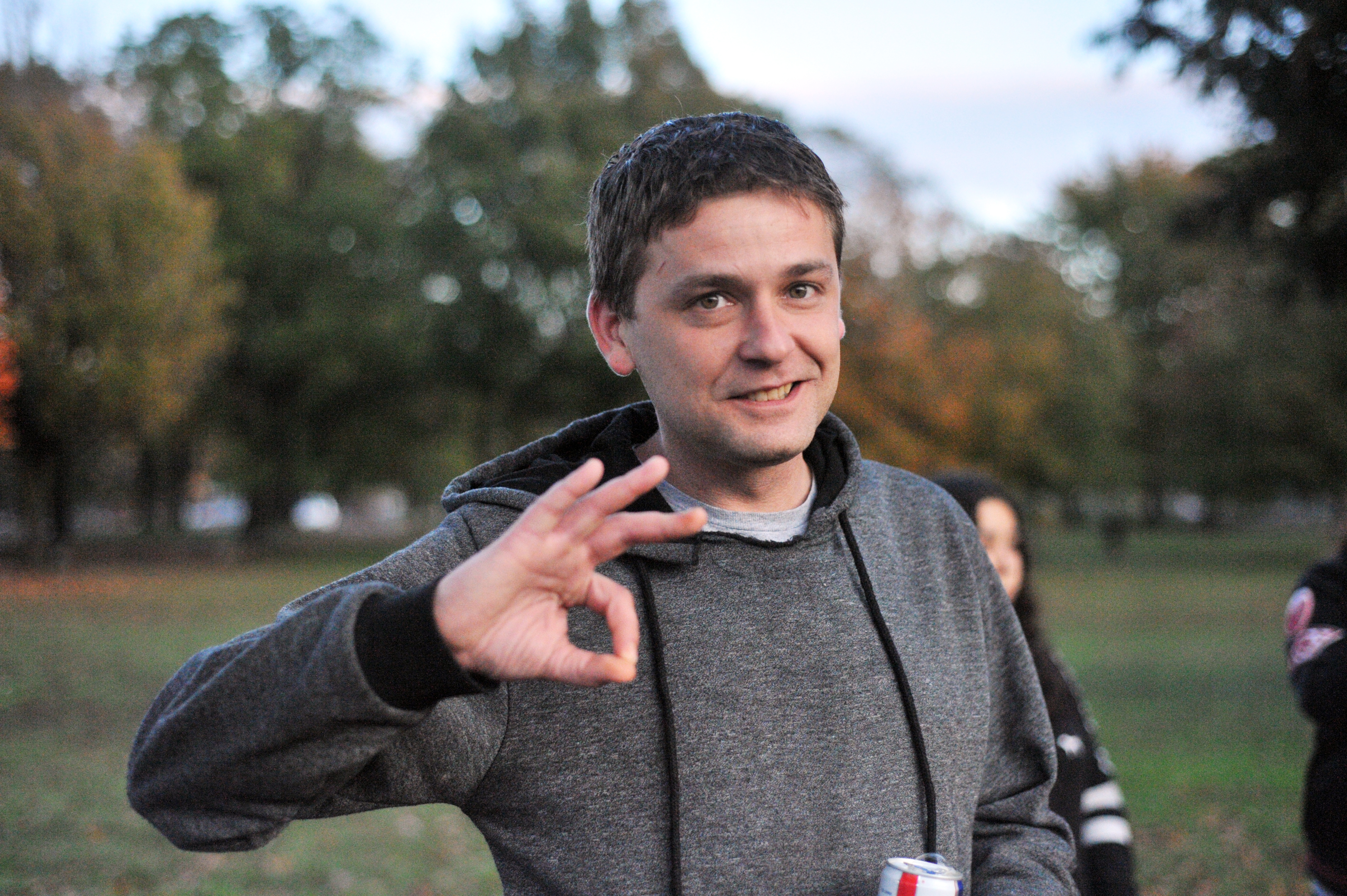
Zach Rehl, líder dels Proud Boys, Philladelphia, el novembre de 2020

L'any 2017, els usuaris del 4chan volien convèncer els mitjans de comunicació i altres que el gest OK s'estava utilitzant com a símbol de la supremacia blanca. Segons The Boston Globe, els usuaris del tauler /pol/ ("Políticament incorrecte") de 4chan van rebre la instrucció el febrer de 2017 d'"inundar Twitter i altres llocs de xarxes socials... al·legant que el signe d'OK és un símbol de la supremacia blanca" com a part de una campanya anomenada "Operació O-KKK".
L'organització jueva dels drets civils, Anti-Defamation League, va afegir 36 símbols a la seva base de dades "Hate on Display", incloent-hi el signe del dit índex unit al polze, que en alguns racons d'Internet s'ha associat amb la supremacia blanca i l'extrema dreta.